# John Ogdon
John Andrew Howard Ogdon (Mansfield Woodhouse, (Nottinghamshire, 27 januari 1937 – 1 augustus 1989) was een Brits pianist en componist.

## Levensloop
Ogdon liep school in de Manchester Grammar School en vervolgens in de Royal Northern College of Music (1953-1957), waar hij, onder de leiding van Richard Hall, als medestudenten had Harrison Birtwistle, Alexander Goehr, Elgar Howarth en Peter Maxwell Davies. Ze vormden samen de New Music Manchester, een groep gewijd aan het vertolken van seriële muziek en ander hedendaags werk.
Als jongen had hij Iso Elinson als leermeester gehad en later Gordon Green, Denis Matthews, Dame Myra Hess, en in Bazel (Zwitserland) Egon Petri.
In 1961 won hij de Eerste prijs in de London Liszt Competition en in 1962 de Eerste prijs in de International Tchaikovsky Competition in Moskou, een prijs die hij deelde met Vladimir Ashkenazy.
Tot zijn opnamen behoorden de volledige werken voor piano van Sergei Rachmaninoff. In het begin van zijn carrière nam hij de tien sonates op van Alexander Scriabin. Hij was bekend als specialist voor de uitvoering van het oeuvre van Charles-Valentin Alkan en Ferruccio Busoni. Hij nam ook pianoduo's op, samen met zijn echtgenote, Brenda Lucas.
Op 2 februari 1969, gaf hij in première op de Britse tv een uitvoering van Edward Elgars Concerto Allegro, Op. 46. Het ging om een werk dat nooit was gepubliceerd en waarvan gedacht werd dat het origineel manuscript verloren was, maar in 1968 werd het teruggevonden. Elgars manuscript was moeilijk speelbaar want het was beladen met correcties, schrappingen en toevoegingen. Ogdon maakte er een speelbare versie van.
Tussen 1968 en 1978 volbracht Ogdon vier uitgebreide tournees door Zuid-Afrika, waar hij een enthousiast succes oogstte. In 1976-1980 was hij pianoleraar aan de Indiana University.
Hij componeerde meer dan 200 werken, inclusief 4 opera's, 2 uitgebreide werken voor orkest, 3 cantates, heel wat werken voor piano. Hij transcribeerde ook werken van componisten zoals Stravinsky, Palestrina, Mozart, Satie en Wagner. Hij maakte ook arrangementen van liederen door Cole Porter, Jerome Kern en George Gershwin en schreef ook sonates voor viool, fluit en cello. De originele manuscripten van de meeste van zijn composities berusten in de bibliotheek van de Royal Northern College of Music.
Hoewel hij bekend stond als een stevige man met een sterke gezondheid, werd hij in 1973 getroffen door een aanval van schizofrenie, gevolgd door een manisch-depressieve aandoening. Er bestond mogelijkheid dat hij dit erfde van zijn vader, die ook psychische problemen en een zenuwinstorting had doorgemaakt.
Hij verbleef een tijd in Maudsley Hospital in Londen en slaagde er toch in om daar dagelijks enkele uren pianopraktijk te hebben. In 1983 verliet hij het ziekenhuis en kon opnieuw optreden in concerten. Hij maakte ook weer enkele platenopnamen.
Hij leed ook aan diabetes en dit resulteerde in een longontsteking die hem fataal werd.

## Discografie
Een volledige discografie is te vinden op de webstek van de John Ogdon Foundation:
- http://www.johnogdon.org.uk/
- De complete John Ogdon-discografie.

## Voetnoten
1. ↑  John Ogdon en Brenda Lucas op de piano. Gearchiveerd op 9 april 2023.
2. ↑  touring South Africa under Hans Adler. Gearchiveerd op 29 mei 2023.
3. ↑  Korte biografie van John Ogdon

- Biblioteca Nacional de España: XX923902
- Bibliothèque nationale de France: cb13898073z (data)
- Gemeinsame Normdatei: 124295517
- International Standard Name Identifier: 0000 0001 1085 2010
- Library of Congress Control Number: n83183578
- Nationale Bibliotheek van Letland: 000204148
- MusicBrainz: a9725139-c789-4e4f-9278-62d39d14198f
- Nationale Bibliotheek van Tsjechië: xx0113213
- Nationale Bibliotheek van Israël: 987007275250205171
- Nederlandse Thesaurus van Auteursnamen: 101116144
- SNAC: w6vt9885
- Système universitaire de documentation: 083488782
- Trove: 1184659
- Virtual International Authority File: 115697426
- WorldCat: E39PBJdRvJrVcDTy34GTrYdYT3